# Stylocoeniella cocosensis
Stylocoeniella cocosensis là một loài san hô trong họ Astrocoeniidae. Loài này được Veron mô tả khoa học năm 1990.